# 花井千隼
花井 千隼（はない ちはや、1992年7月28日 - ）は、日本の男性声優。フリーランスで活動している。

## 来歴
高校生の頃にBSでたまたま見た『刑事コロンボ』の小池朝雄の芝居に感銘を受け、声優を志す。早稲田大学の劇団くるめるシアターにて演技を学ぶ。プロダクションエース演技研究所、俳協ボイスを経て、東京俳優生活協同組合に所属する。
2019年10月1日付で俳協を離れ、フリーランスでの活動を開始。インターネット界での声優活動が可能な市場の確立を目指している。

## 人物
趣味はボードゲーム、離島めぐり。特技はギター、スノーボード。

## 出演
太字はメインキャラクター。

### 舞台
- こわくないこわくない（2016年9月、クロムモリブデン）

### テレビアニメ
- ダンベル何キロ持てる?

### YouTubeアニメ
- キャプテンヤジマ（2021年5月、ジーニアス教授、バイクエイリアン、ナレーター）

### 劇場アニメ
- 劇場版 うたの プリンスさまっ♪ マジLOVEキングダム

### ゲーム
- ポケモンガオーレ（せんいんのヒロキ）
- ピルフィオーレの晩鐘（トニーノ、ドミニク）
- ダークリベリオン（リザードマン）

### デジタルコミック
- エリート専務の甘い策略（長谷部俊[3]）

### ボイスオーバー
- バ科学5

### 吹き替え

#### 映画
- Z Inc. ゼット・インク（英語版）（デレク・チョー〈スティーヴン・ユァン〉）
- ザ・ボディガード（メッツガー）
- 魔界探偵ゴーゴリ 暗黒の騎士と生け贄の美女たち（英語版）
- 魔界探偵ゴーゴリII 魔女の呪いと妖怪ヴィーの召喚（英語版）
- 魔界探偵ゴーゴリIII 蘇りし者たちと最後の戦い（英語版）
- ウェディング・ゲスト（英語版）（マーク）
- スペースウォーカー（英語版）（フルノフ）
- (r)adius ラディウス（英語版）（ラジオレポーター）
- コード211（英語版）（ディレイニー）
- ヘル・フロント 〜地獄の最前線〜（英語版）（ヒバート〈トム・スターリッジ〉）
- EMMA/エマ・デッド・オア・キル（バズ）
- 殺し屋（ウジエル〈ピーター・ファシネリ〉）

#### ドラマ
- シドニーとがんばりマックス（英語版）（トレント）
- ヴァイキング 〜海の覇者たち〜（マグヌス）
- 高い城の男（メッツガー）
- ボクらを見る目（ユセフ）
- 刑事フォイル（マーク・ブレシング）
- 女王ヴィクトリア 愛に生きる（従者）
- NCIS: ニューオーリンズ（カーター）